# ویلنیانسک

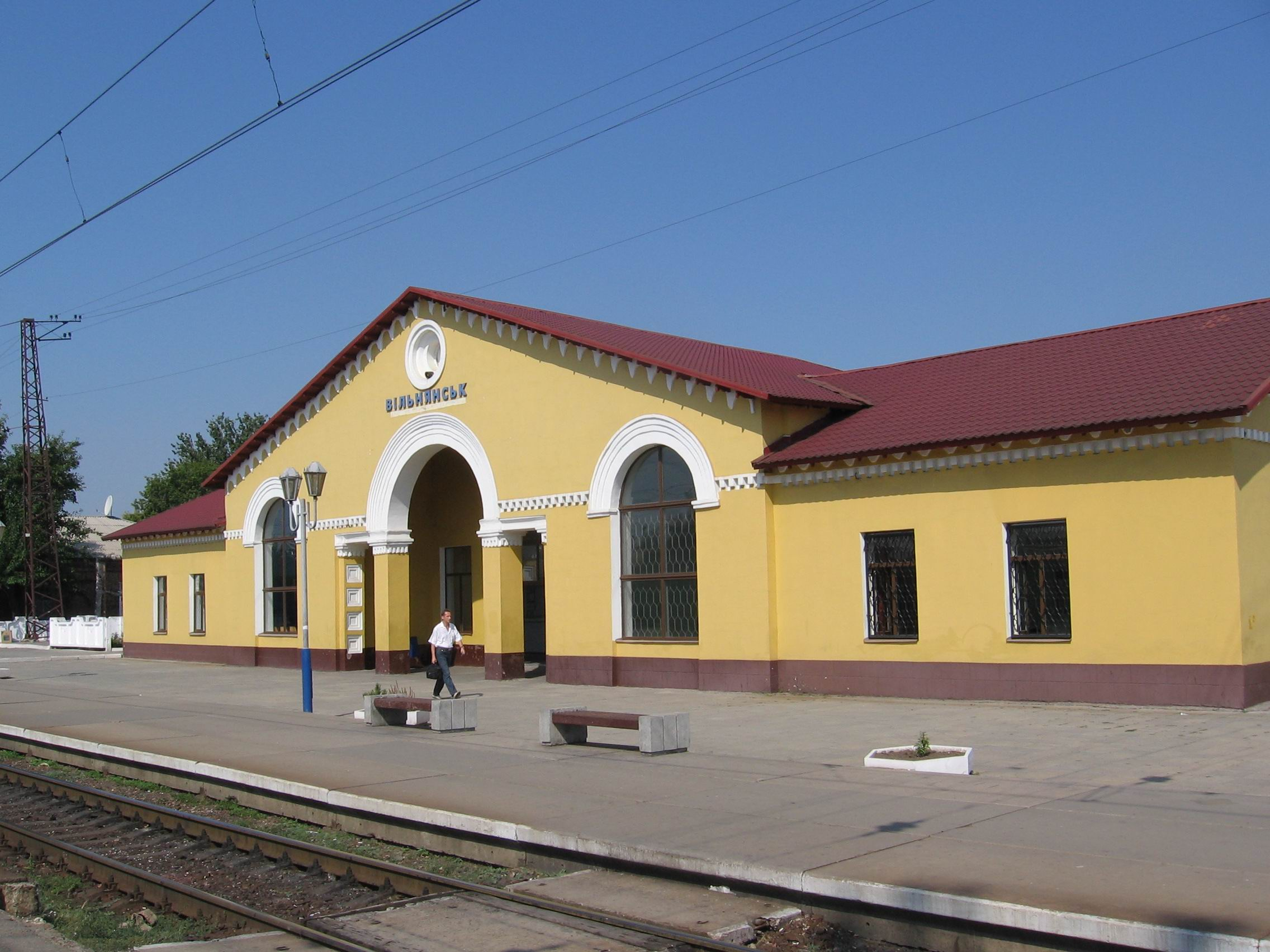
شهر ویلنیانسک

شهر ویلنیانسک (به روسی: Вільнянськ) در استان زاپوریژیا در کشور اوکراین واقع شده‌است. جمعیت این شهر ۱۶٬۵۲۲ نفر  است.